# 前列腺素
前列腺素（Prostaglandin）是一类具有五元脂肪环、带有两个侧链（上侧链7个碳原子、下侧链8个碳原子）的20个碳的酸。是一类激素。

## 分类
- 根据分子中五元脂肪环上取代基（主要是羟基和氢）的不同将PG分为A、B、C、D、E、F等类型，分别用PGA、PGB、PGC、PGD、PGE、PGF等表示；
- 分子中侧链的双键数则标在E或F等的右下角，如上侧链和下侧链分别有一个双键，则称做PGE2或PGF2；
- 再根据脂肪环上9位的立体构型在命名时在数字之后加上α或β，如PGF2α。

## 化学结构
PGA
PGB
PGC
PGD
PGE
PGF
PGG
PGH
PGI
[需要消歧义]

## 发现史
- 1936年，Goldblatt和Ulf von Euler分别发现人精液中含有一种可以引起子宮平滑肌及血管舒張的液体成分，Ulf von Euler证明此物质是脂溶性化合物。
- 1957年Bergstorm及其瑞典同事分离出两种PG纯品（PGF1和PGF2α）
- 1964年艾里亞斯·詹姆斯·科里用全合成法制备PG成功，这是PG类药物研究的重大突破。
- 现在，不但所有天然PG已能用全合成法制取，还合成出许多PG类似物，他们常常比天然的PG有更好的临床应用范围及效果。

## 功能作用
- PGE和PGF类衍生物可使妇女子宫强烈收缩，並產生直達大腦的疼痛，可用于终止妊娠和催产。
- PGE1或PGE2和PGA能抑制胃液的分泌，保护胃壁细胞，可以用于治疗胃溃疡、出血性胃炎及肠炎。
- PGI2对血小板功能有多种生理作用，是当前血栓形成药物研究的重要对象。

## 生物合成
花生四烯酸 (arachidonic acid) 是前列腺素生成的前驅物，花生四烯酸是細胞膜磷脂質 (phospholipid) 經磷脂水解酶A2 (phospholipase-A2) 作用所產生，花生四烯酸經過環氧化酶(cyclooxygenase)和脂氧化酶 (lipoxygenase) 的作用之後，會分別合成前列腺素 (prostaglandins) 及血栓素 (thromboxane)，和白三烯素(leukotriene) 等物質，並進而影響細胞內基因調控及訊息傳遞，或細胞間的交互作用。
- 在研究花生四烯酸生物合成和PG衍生物生物代谢时发现，PG与导致炎症有关，血栓素A（TXB）则是促使血小板凝聚形成血栓的原因。
- 这一发现不但解释了非甾体抗炎药的作用机制，同时发现了阿司匹林作为预防血栓的新功能。

## 常见PG类药物
- 前列地尔Alprostadil
  - 属PGE1类
  - 化学结构<图片链接>
  - 可扩张血管，抑制血小板血栓素的合成
  - 用于治疗心绞痛、心肌梗死、脑梗死
- 米索前列醇Misoprostol
  - 属PGE1衍生物类
  - 化学结构<图片链接>
  - 可抑制胃酸分泌，保护胃粘膜
  - 用于消化道溃疡和妊娠早期流产
- 地诺前列酮Dinoprostone
  - 属PGE2类
  - 化学结构<图片链接>
  - 可收缩子宫平滑肌，濃度高時肌層細胞收縮，低濃度下平滑肌鬆弛（子宮乏力）。（威廉產科學（上冊），第292頁)。
  - 用于妊娠早期流產
- 卡前列素Carboprost
  - 属PGF2α类
  - 化学结构<图片链接>
  - 可收缩子宫
  - 用于抗早孕、扩宫颈及中期引产
- 卡前列甲酯Carboprost Methylate
  - 属PGE2α酯类
  - 化学结构<图片链接>
  - 可收缩子宫平滑肌
  - 用于抗早孕、扩宫颈及中期引產
- 拉坦前列素Latanoprost
  - 属PGF2α衍生物类
  - 化学结构<图片链接>
  - 用于治疗青光眼
- 前列环素Prostacyclin
  - 属PGI2类
  - 化学结构<图片链接>
  - 具有抗血小板凝集作用和扩张血管作用，对冠脉有强力扩张作用
  - 用于治疗冠心病、心绞痛、心肌梗死

## 代谢
PGE2在肺脏内合成及代谢，经动脉注入后5分钟达最大的稳定血药浓度，停止注入后5分钟恢复基础血药浓度。首次经过肺循环后，60-90％被代谢，经过β氧化和ω氧化后，72小時内经尿液和粪便排出。

## 延伸阅读
- 《威廉產科學（上、下）》，F. GARY CUNNINGHAM著，第20版，蘇純閨 譯，合記圖書 發行。

## 外部連結

前列腺素PGE_{1}的化學結構

- 醫學主題詞表（MeSH）：Prostaglandins